# Honda Automobile (China)
Honda Automobile (China) war ein Hersteller von Automobilen aus der Volksrepublik China.

## Unternehmensgeschichte
Das Unternehmen wurde im September 2003 in Guangzhou gegründet. Beteiligt waren Honda mit 65 %, die Guangzhou Automobile Industry Group mit 25 % und Dongfeng Motor Corporation mit 10 %. Im April 2005 begann die Produktion von Automobilen. Der Markenname lautete Honda. Die Fahrzeuge wurden ausschließlich exportiert. Das Werk hatte eine Kapazität von jährlich 50.000 Fahrzeugen und beschäftigte 751 Mitarbeiter.
Guangqi Honda Automobile kündigte im März 2020 an, das Unternehmen zum 1. April 2020 zu übernehmen. Danach soll es als Guangzhou Development District Factory of GAC Honda firmieren.

## Fahrzeuge
Hergestellt wurde der Honda City. Er wurde nach Mexiko exportiert.